# Bogorodskoje (obwód iwanowski)
Bogorodskoje (ros. Богородское) – wieś (sieło) w Rosji, w obwodzie iwanowskim, w rejonie iwanowskim. W 2010 liczyła 2969 mieszkańców.